# 2312 (roman)
2312 (titlu original 2312) este un roman science fiction din anul 2012 scris de către Kim Stanley Robinson. Acțiunea are loc în anul 2312, când societatea omenească s-a întins de-a lungul Sistemului solar. Mare parte a acțiunii se desfășoară pe planeta Mercur. Cartea a câștigat Premiul Nebula pentru cel mai bun roman pentru anul 2012. 

## Intriga
Acțiunea romanului se petrece în anul 2312, în orașul Terminator de pe Mercur, construit pe o șină gigantică pentru a-l păstra mereu pe partea întunecată a planetei. Swan Er Hong, o artistă și fostă designer de terarii pe asteroizi, deplânge moarte subită a bunicii ei, Alex, o persoană foarte influentă printre locuitorii Terminatorului.
După funeralii, membrii familiei și prietenii apropiați ai lui Alex țin o conferință. Swan pleacă să-l viziteze pe Wang, un designer de quburi (computere cuantice) de pe Io căruia Alex i-a lăsat un mesaj prin intermediul ei. La întoarcerea pe Mercur, este surprinsă de un atac terorist îndreptat împotriva Terminatorului. Ajutată de Wahram, unul dintre prietenii bunicii ei, Swan supraviețuiește și ajunge să se îndrăgostească de acesta.
Cei doi și inspectorul Genette călătoresc apoi prin sistemul solar, căutând să-i găsească pe cei care au plănuit atacul terorist. Bănuielile lor se îndreaptă asupra unei rețele clandestine care produce quburi. După ce ajută la repopularea Pământului cu specii dispărute de animale, Swan reușește să dejoace un nou atac terorist, de data aceasta îndreptat împotriva lui Venus. Genette reușește să dea de urma rețelei teroriste și s-o anihileze, iar Swan și Wahram se căsătoresc.

## Cuprins
Aproape toate capitolele cărții sunt urmate de mici anexe care prezintă locurile în care s-a desfășurat acțiunea, cu detalii astronomice, geologice sau istorice, sau extrase fictive care descriu caracteristicile societății viitoare evocate de autor.
| - Prolog - Swan și Wahram - Swan și Alex - Wahram și Swan - Swan și o felină - Swan și Wang - Swan în beznă - Swan și Zasha - Kiran și Swan - Kiran și Shukra - Wahram și Swan - Inspectorul Jean Genette - Swan și Mqaret - Kiran pe Venus | - Swan și inspectorul - Wahram acasă - Wahram și Swan și Genette - Swan și inelele lui Saturn - Kiran și Lakshmi - Swan și inspectorul - Swan pe Pământ - Pauline despre revoluții - Swan acasă - Swan în vulcanoizi - Wahram pe Venus - Kiran în Vinmara - Wahram pe Pământ - Swan în Africa | - Swan și lupii - Wahram și Swan - Swan și Wahram - Swan în Grădina Chateau - Inspectorul Jean Genette și Swan - Swan și Genette și Wahram - Swan și Pauline și Wahram și Genette - Kiran pe gheață - Swan și Kiran - Wahram și Genette - Wahram - Swan - Epilog |

## Personaje
- Swan Er Hong - o artistă și fostă designer de terarii în asteroizi
- Fitz Wahram - diplomat de pe satelitul Titan
- Inspectorul Jean Genette - anchetator senior al Poliții Interplanetare, prieten apropiat al lui Alex
- Alex - savant și diplomat influent, decedată, bunica lui Swan
- Mqaret - savant, partenerul lui Alex
- Kiran - tânăr pământean care o salvează pe Swan și este recompensat de către aceasta cu o slujbă în sistemul solar
- Wang Wei - prieten al lui Alex de pe Io, unul dintre principalii experți în quburi din sistemul solar
- Zasha - fost partener de afaceri al lui Swan, acum retras pe Pământ
- Shukra - prieten venusian al lui Swan, care acceptă să-l angajeze pe Kiran
- Pauline - qubul lui Swan

## Lumi, tehnologii și genuri
În lumea romanului, planetele Mercur, Venus și Marte sunt locuite de oameni, la fel ca sateliții lui Saturn și Jupiter. Oamenii au colonizat sau colonizează toate suprafețele locuibile din sistemul solar. Aproape toți asteroizii au fost transformați în „terarii” cu un mediu interior artificial proiectat să reproducă diverse biomuri de pe Pământ sau combinații ale acestora. Unele dintre ele servesc ca rezervații pentru animale sau ferme pentru flora și fauna amenințate cu extincția. Unele dintre aceste terarii au eșuat din cauza proiectării, sau din cauza diferitelor accidente spațiale sau acte teroriste.
Descoperirile științifice și tehnologice - cum ar fi îmbunătățirile biologice, colonizarea corpurilor cerești și terraformarea - au deschis porți către un viitor extraordinar. Una dintre inovațiile majore o constituie quburile, calculatoare cuantice dotate cu inteligență artificială, majoritatea dintre ele suficient de mici pentru a fi implantate în cap sau purtate ca un ceas. Inteligențele Artificiale digitale încă mai există, dar locul lor este luat treptat de quburi mai mici și mai performante.
Capitalismul a fost înlocuit de economia planificată pornită de la conceptul de funcționare al Corporației Mondragon și controlată de calculatoare cuantice. Pe Pământ mai funcționează totuși economia de piață clasică.
Genul și sexualitatea acestei lumi au devenit fluide și expansive, categoriile principale de imagine sexuală de sine fiind: feminin, masculin, androgin, ginandromorf, hermafrodit, ambisexual, bisexual, intersex, asexuat, eunuc, nonsexual, nediferențiat, gay, lesbiană, poponar, homosexual, polimorf, poli, labil, berdache, hijra și spirit dual. Mulți oameni posedă simultan atât un penis, cât și un vagin.

## Legături cu alte opere
Terminator, un oraș care călătorește încet pe suprafața lui Mercur pentru a se feri de acțiunea directă a razelor Soarelui, a apărut pentru prima dată în alt roman al lui Robinson, The Memory of Whiteness.

## Opinii critice
Romanul a fost primit cu reacții amestecate, cu Strange Horizons considerându-l un „pas înapoi” pentru Robinson.. Slate Magazine a lăudat cartea ca fiind „sclipitoare”, în timp ce The Guardian i-a criticat finalul. În recenzia făcută pentru Los Angeles Times, Jeff VanderMeer a numit cartea un „cadou neprețuit pentru fanii poveștilor istorisite cu pasiune” și a considerat îndrăzneala ei ca fiind un punct forte.
Cartea a fost nominalizată la premiul Hugo pentru cel mai bun roman (2013), a ajuns pe lista scurtă a premiului BSFA pentru cel mai bun roman  și a premiului Arthur C. Clarke (ambele în 2012), a fost nominalizată la premiul James Tiptree, Jr. (2012) și a câștigat premiul Nebula pentru cel mai bun roman (2012).

## Vezi și
- 2012 în științifico-fantastic